# 외명부 (중국)
중국의 외명부(外命婦)는 중국 황실의 여성이나 공신의 어머니와 처, 그리고 문무대신의 어머니와 처로서 봉호(封號)된 여성이 소속한 부서이다. 중국의 당(唐)·송(宋) 시대에 제도화됐다.

## 당나라 이전 국가
주나라에선 천자(天子)의 딸을 왕희(王姬)라 하여 천자의 적배인 왕후(王后)의 1등 아래에 두었다. 공주(公主)의 작위가 쓰이기 시작한 정확한 시점은 알려지지 않으며 춘추전국시대 제나라 사람인 공양고(公羊高)가 쓴 《공양전 (公羊傳): 춘추의 주석서》에 천자의 딸을 공주라 일컫는 대목이 있다. 전한(前漢) 시대에는 황제의 딸을 공주로, 제후의 딸을 옹주(翁主) 혹은 왕주(王主)로 삼았다. 신나라에선 공주 대신 실주(室主)를 썼으며, 후한(後漢) 시대에는 황제의 딸에겐 현(縣)의 군주라는 뜻으로 현공주로, 제후의 딸에겐 아비의 지위에 따라 향(鄕) 혹은 정(亭)의 주인이라는 뜻으로 향공주 혹은 정공주로 봉하였다. 진(晉)에서는 황제의 딸을 공주로 봉하되 후한 때보다 격을 높여 군(郡)의 군주라는 뜻으로 군공주로 삼고 제왕의 딸은 현주로 삼으니 이후 공주는 황제의 딸의 작위로만 국한되었는데, 단 원나라에선 종왕(宗王: 황제의 종실으로서 왕으로 봉해진 자)의 딸도 공주로 봉작했다.

## 당나라[3]
- 대장공주(大長公主): 황제의 고모. 정1품
- 장공주(長公主): 황제의 자매. 정1품
- 공주(公主): 황제의 딸. 정1품
- 군주(郡主): 황태자의 딸. 종1품
- 현주(縣主): 왕(친왕·군왕)의 딸. 정2품

- 비(妃): 왕(친왕·군왕)의 어머니와 처
- 국부인(國夫人): 1품 이상 관원의 어머니와 처
- 군부인(郡夫人): 3품 이상 관원의 어머니와 처
- 군군(郡君): 4품 관원 및 2품 훈관의 어머니와 처, 내명부 1품[註 1]의 어머니(정4품 군군), 내명부 2품[註 2]의 어머니(종4품 군군), 내명부 정3품·정4품[註 3]의 어머니(정5품 군군)
- 현군(縣君): 5품 관원 및 3품 훈관의 어머니와 처
- 향군(鄕君): 4품 훈관의 어머니와 처

※ 어머니에겐 읍호(邑號: 국, 군, 현, 향)에 태(太)를 더함. 남편/아들의 품계에 맞춤.

※ 5품 이상 서자의 어머니를 봉할 땐 적모를 봉하고, 적모가 없을 땐 생모를 봉함.

## 오대십국
- 국태부인(國太夫人): 열국왕의 어머니

## 송나라
- 양국대장공주(兩國大長公主): 황제의 대고모
- 대장공주(大長公主): 황제의 고모
- 장공주(長公主): 황제의 자매
- 공주(公主): 황제의 딸
- 국태부인(國太夫人): 황후의 증조모·조모·모
- 군태부인(郡太夫人): 비(妃)[註 4]의 증조모·조모·모
- 군태군(郡太君) : 첩여(婕妤)[註 5]의 조모·모
- 현태군(縣太君) : 귀인(貴人)[註 6]의 모

※ 장공주와 공주는 작위 앞에 두 글자의 휘호를 쓰다가 출가 후 국호로 교체한다.

※ 북송의 휘종은 외명부 작위를 수정하여 공주를 제희(帝姬)로, 군주(郡主)를 종희(宗姬)로, 현주를 족희(族姬), 군군을 숙인·석인·영인·공인으로, 현군을 실인·안인·유인 등으로 삼게 하였다. 그러나 북송이 패망한 뒤 제희 등의 작위는 다시 공주 등으로 재조정되었다.

## 원나라
- 대장공주(大長公主): 황제의 고모
- 장공주(長公主): 황제의 자매
- 공주(公主): 황제의 딸, 종왕(宗王: 종친 중 봉왕된 자)의 딸[4]
- 부인(夫人): 1품·2품 관원의 처
- 숙인(淑人): 3품 관원의 처
- 공인(恭人): 4품 관원의 처
- 의인(宜人): 5품 관원의 처
- 안인(安人): 6품 관원의 처
- 유인(孺人): 7품 이하 관원의 처

※명나라에서도 그대로 답습함.

## 명나라[5]
| 작위명                                                                               | 대상                 | 배필 작위          |
| ------------------------------------------------------------------------------------ | -------------------- | ------------------ |
| 대장공주(大長公主)                                                                   | 황제의 고모          | 부마도위(駙馬都尉) |
| 장공주(長公主)                                                                       | 황제의 자매          | 부마도위(駙馬都尉) |
| 공주(公主)                                                                           | 황제의 딸            | 부마도위(駙馬都尉) |
| 군주(郡主)                                                                           | 친왕의 딸            | 의빈(儀賓)         |
| 현주(縣主)                                                                           | 군왕의 딸            | 의빈(儀賓)         |
| 군군(郡君)1                                                                          | 왕(친왕·군왕)의 손녀 | 의빈(儀賓)         |
| 현군(縣君)1                                                                          | 왕의 증손녀          | 의빈(儀賓)         |
| 향군(鄉君)1                                                                          | 왕의 현손녀          | 의빈(儀賓)         |
| note 1. 군군·현군·향군은 당나라에서 외명부 대신처와 내명부 후궁모를 봉작한 작위였다. |                      |                    |

## 청나라
- 고륜공주(固倫公主): 황제의 적녀
- 화석공주(和碩公主): 황제의 서녀 혹은 양녀[註 7]
- 화석격격(和碩格格): 친왕의 딸
- 다나격격(多羅格格): 군왕과 세자[註 8]의 딸

1660년 이후
| | 황제               | 친왕       | 군왕·세자1 | 장자2·패륵 | 패자       | 봉은진국공·봉은보국공 | 그외 종친3 |
| --- | ------------------ | ---------- | ---------- | ---------- | ---------- | --------------------- | ---------- |
| 적녀 | 고륜공주(固倫公主) | 군주(郡主) | 현주(縣主) | 군군(郡君) | 현군(縣君) | 향군(鄉君)            | 종녀(宗女) |
| 서녀 | 화석공주(和碩公主) | 군군(郡君) | 현군(縣君) | 향군(鄉君) | 현군(縣君) | 향군(鄉君)            | 종녀(宗女) |
| note 1. 세자(世子): 청나라 친왕(親王)의 후계자가 받는 작위다. 2. 장자(長子): 청나라 군왕(郡王)의 후계자가 받는 작위다. 3. 그외 종친: 입팔분공(入八分公)에 속하지 않은 종친으로, 친왕부터 봉은보국공까지가 입팔분공이다. |                    |            |            |            |            |                       |            |

## 같이 보기
- 외명부(한국)
- 내명부
- 공주
- 군주
- 국대부인